# Чапля північна
Чапля північна (Ardea herodias) — вид птахів з роду чапель, родини чаплевих, поширений на американському континенті. Найбільше вид споріднений із чаплею сірою, поширеною в Європі.

## Морфологія
Чапля північна вважається одним із найбільших птахів ряду лелекоподібних. Довжина дорослої особини не перевищує 140 см, а маса сягає до 2,5 кг. Розмах крил чаплі може досягати 2,2 метра. Крила великі, заокруглені. Дзьоб круглий, жовтого забарвлення. Ноги великої довжини, зеленого забарвлення. Шия довга. Оперення у верхній частині тіла та на кінцях крил сіре. У самців на голові міститься чубчик. Також самці перевершують самиць у розмірі.

## Розповсюдження
Найбільше поширена велика блакитна чапля на території Північної та Центральної Америки. Ареал чапель цього виду доходить до Галапагоських островів.

## Розмноження
Зазвичай більшість видів чапель виводять свій виводок один раз на сезон. Найчастіше період розмноження триває з березня по травень у північній півкулі, і з лютого по квітень у південній півкулі. Самка відкладає від 2 до 7 блідо-голубуватих яєць. Як самець, так і самка беруть участь у висиджуванні яєць, змінюючи одне одного. Інкубаційний період триває до 30 днів. Обоє батьків вигодовують пташенят, доки вони самі не будуть здатні літати. Таке вигодовування триває до 2 місяців. Статева зрілість молодняку настає через 22 місяці після народження.

## Живлення
Раціон чаплі північної включає рибу, ящірок, змій, саламандр, жаб, креветок, крабів. Чаплі цього виду впольовують жертву на мілководді. Перед цим вони пильно вистежують жертву. Якщо жертва чаплі надто велика, чаплі спершу вбивають її.